# Merops
Merops – rodzaj ptaków z rodziny żołn (Meropidae).

## Zasięg występowania
Rodzaj obejmuje gatunki występujące w Afryce, Eurazji, Australii oraz na Nowej Gwinei i sąsiednich wyspach.

## Morfologia
Długość ciała 16–31 cm; masa ciała 12–78 g.

## Systematyka

### Etymologia
- Merops: łac. merops, meropis „żółna”, od gr. μεροψ merops „żołna”[22].
- Apiaster: łac. apiastra „żółna, ptak, który czyha na pszczoły”, od apis „pszczoła”[23]. Gatunek typowy: Merops apiaster Linnaeus, 1758.
- Dicreadium: gr. δικραιος dikraios „rozwidlony”; łac. przyrostek zdrabniający -idium[24]. Gatunek typowy: Merops hirundineus A.A.H. Lichtenstein, 1793.
- Patricus: na podstawie „Patirich” de Buffona (1770–1783), od nazwy „Patirich tirich” dla żołny zielonej na Madagaskarze[25].
- Melittophagus: gr. μελιττοφαγος melittophagos „jedzący pszczoły”, od μελιττα melitta „pszczoła”; -φαγος -phagos „-jedzący”, od φαγειν phagein „jeść”[26]. Gatunek typowy: Merops erythropterus J.F. Gmelin, 1788 (= Merops pusillus Statius Muller, 1776).
- Meropiscus: rodzaj Merops Linnaeus, 1758; łac. przyrostek zdrabniający -iscus[27]. Gatunek typowy: Merops gularis Shaw, 1798.
- Meropogon: gr. μεροψ merops „żołna”; πωγων pōgōn, πωγωνος pōgōnos „broda”[28]. Gatunek typowy: Meropogon forsteni Bonaparte, 1850.
- Aerops: gr. αεροψ aerops „żołna”[29]. Gatunek typowy: Merops albicollis Vieillot, 1817.
- Coccolarynx: gr. κοκκος kokkos „szkarłatna jagoda”; λαρυγξ larunx, λαρυγγος larungos „gardło”[30]. Gatunek typowy: Merops bulocki Vieillot, 1817.
- Blepharomerops: gr. βλεφαρων blepharōn „oczy”; μεροψ merops „żołna”[31]. Gatunek typowy: Merops persicus Pallas, 1773.
- Melittophas: gr. μελιττα melitta „pszczoła”; φασμα phasma „widmo, zjawa”[32]. Gatunek typowy: Merops badius J.F. Gmelin, 1788 (= Merops viridis Linnaeus, 1758).
- Melittotheres: gr. μελιττα melitta „pszczoła”; -θηρας -thēras „łowca”, od θηραω thēraō „polować”, od θηρ thēr, θηρος thēros „bestia, zwierzę”[33]. Gatunek typowy: Merops nubicus J.F. Gmelin, 1788.
- Phlothrus: gr. φλοιος phloios „kora drzewa”, od φλεω phleō „obfitować”; θραυω thrauō „złamać, przerwać”[34]. Gatunek typowy: Merops viridissimus[d] Swainson, 1837.
- Sphecophobus: gr. σφηξ sphēx, σφηκος sphēkos „osa”; φοβος phobos „terror”, od φεβομαι phebomai „uciekać”[35]. Gatunek typowy: Merops variegatus Vieillot, 1817.
- Tephraerops: gr. τεφρας tephras „koloru popiołu”, od τεφρα tephra „proch”; αεροψ aerops „żołna”[36]. Gatunek typowy: Merops malimbicus Shaw, 1806.
- Urica: epitet gatunkowy Merops urica[e] Horsfield, 1822[37]. Gatunek typowy: Merops leschenaulti Vieillot, 1817.
- Tachymerops: gr. ταχυς takhus „szybki, błyskawiczny”; μεροψ merops „żołna”[38]. Gatunek typowy: Merops hirundinaceus Vieillot, 1817 (= Merops hirundineus A.H.H. Lichtenstein, 1793).
- Bombylonax: gr. βομβυλιος bombulios „trzmiel”; αναξ anax, ανακτος anaktos „lord, pan”[39]. Gatunek typowy: Meropogon breweri Cassin, 1859.
- Cosmaerops: gr. κοσμος kosmos „ornament, ozdoba”; αεροψ aerops „żołna”[40]. Gatunek typowy: Merops ornatus Latham, 1801.
- Dicrocercus: gr. δικρος dikros „rozwidlony”; κερκος kerkos „ogon”[41]. Gatunek typowy: Merops hirundinaceus Vieillot, 1817 (= Merops hirundineus A.H.H. Lichtenstein, 1793).
- Melittias: gr. μελιττα melitta „pszczoła”; πιαζω piazō „chwytać”[42].
- Pogonomerops: gr. πωγων pōgōn, πωγωνος pōgōnos „broda”; μεροψ merops „żołna”[43].
- Spheconax: gr. σφηξ sphēx, σφηκος sphēkos „osa”; αναξ anax, ανακτος anaktos „władca, pan”[44].
- Archimerops: gr. αρχι- arkhi- „pierwszy, szef”, od αρχων arkhōn, αρχοντος arkhontos „król, szef”, od αρχω arkhō „rządzić”; μεροψ merops „żołna”[45]. Gatunek typowy: Meropogon breweri Cassin, 1859.
- Micromerops: gr. μικρος mikros „mały”; μεροψ merops „żołna”[46]. Gatunek typowy: Merops boehmi Reichenow, 1882.

### Podział systematyczny
Do rodzaju należą następujące gatunki:

- Merops breweri (Cassin, 1859) – żołna czarnogłowa
- Merops forsteni (Bonaparte, 1850) – żołna purpurowogłowa
- Merops bulocki Vieillot, 1817 – żołna czerwonogardła
- Merops bullockoides A. Smith, 1834 – żołna białoczelna
- Merops revoilii Oustalet, 1882 – żołna blada
- Merops boehmi Reichenow, 1882 – żołna rudogłowa
- Merops gularis Shaw, 1798 – żołna czarna
- Merops mentalis Cabanis, 1889 – żółna maskowa – takson wyodrębniony ostatnio z M. muelleri[48]
- Merops muelleri (Cassin, 1857) – żołna szafirowa
- Merops hirundineus A.A.H. Lichtenstein, 1793 – żołna widłosterna
- Merops lafresnayii Guérin-Méneville, 1843 – żołna niebieskoczelna
- Merops variegatus Vieillot, 1817 – żołna niebieskopierśna
- Merops pusillus Statius Müller, 1776 – żołna mała
- Merops albicollis Vieillot, 1817 – żołna białogardła
- Merops malimbicus Shaw, 1806 – żołna różowa
- Merops nubicus J.F. Gmelin, 1788 – żołna szkarłatna
- Merops nubicoides Des Murs & Pucheran, 1846 – żołna karminowa
- Merops orientalis Latham, 1801 – żołna wschodnia
- Merops leschenaulti Vieillot, 1817 – żołna obrożna
- Merops viridis Linnaeus, 1758 – żołna modrogardła
- Merops americanus Statius Müller, 1776 – żołna czerwonołbista
- Merops apiaster Linnaeus, 1758 – żołna zwyczajna
- Merops ornatus Latham, 1801 – żołna tęczowa
- Merops philippinus Linnaeus, 1767 – żołna modrosterna
- Merops superciliosus Linnaeus, 1766 – żołna zielona
- Merops persicus Pallas, 1773 – żołna modrolica